# Lessertia barbara
Lessertia barbara är en spindelart som först beskrevs av Simon 1884.  Lessertia barbara ingår i släktet Lessertia och familjen täckvävarspindlar. Inga underarter finns listade i Catalogue of Life.